# Wobonuch
Wobonuch (Woponutch; ostali nazivi za njih bili su Wă-pon-nutch, Wo-pung’-witch, Merriam 1955:168, 174, 1930:497), jedno od plemena Zapadnih Mono Indijanaca koji su nekada obitavali zapadno od Grant Grovea u Kaliforniji. Wobonuchi su po svoj prilici kao i njihovi rođaci Waksachi prešli Sierru Nevadu prije nekih 500 godina i nastanili se na Mill Creeku. Grant Grove Wobonuchima je glavno ljetno okupljalište. Danas s Entimbich Indijancima žive u Dunlapu.

## Vanjske poveznice
- The Western Mono
- Rodgers Crossing Reservoir  Arhivirana inačica izvorne stranice od 7. rujna 2008. (Wayback Machine)